# Elecciones federales de México de 2018 en Coahuila
En el marco del  Proceso Electoral Federal 2017-2018  fueron renovados los cargos de:
- Presidente de la República: Jefe de Estado y de gobierno de los Estados Unidos Mexicanos , electo para un periodo de cinco años y diez meses sin posibilidad de reelección, que comenzará su gobierno el 1 de diciembre de 2018 y finalizará el 30 de septiembre de 2024.[4]
- 3 Senadores por Coahuila: Miembros de la cámara alta del Congreso de la Unión, (dos correspondientes a la mayoría relativa y uno otorgado a la primera minoría), electos de manera directa, por un periodo de seis años con posibilidad de reelección para el periodo inmediato, que comenzará el 1 de septiembre de 2018.[4]
- 7 diputados federales por Coahuila: Miembros de la cámara baja del Congreso de la Unión que formarán parte, a partir del 1 de septiembre del 2018,[4] de la LXIV Legislatura del Congreso de la Unión de México.

## Presidente
| Titular            | Partido | Electo                      | Partido |
| ------------------ | ------- | --------------------------- | ------- |
| Enrique Peña Nieto |         | Andrés Manuel López Obrador |         |

### Resultados
|  | 24.42 % |

|  | 26.11 % |

|  | 44.42 % |

|  | 05.17 % |

|  | 0.03 % |

|  | 01.77 % |

|  | 100.00 % |

## Senadores
| Titular                                                                       | Partido | Fórmula         | Electo                    | Partido |
| ----------------------------------------------------------------------------- | ------- | --------------- | ------------------------- | ------- |
| Luis Fernando Salazar Fernández                                               |         | Primera Fórmula | Armando Guadiana Tijerina |         |
| Silvia Garza Galván                                                           |         | Segunda Fórmula | Eva Galáz Caletti         |         |
| Tereso Medina Ramírez Suple a Braulio Manuel Fernández Aguirre por su deceso. |         | Primera Minoría | Verónica Martínez García  |         |

### Resultados
|  | 29.76 % |

|  | 31.48 % |

|  | 36.22 % |

|  | 0.03 % |

|  | 02.50 % |

|  | 100.00 % |

- Por primera vez, un partido diferente al PRI y PAN gana los escaños de mayoría. [12]

## Diputados
| Titular                          | Partido | Distrito | Electo                     | Partido |
| -------------------------------- | ------- | -------- | -------------------------- | ------- |
| Francisco Saracho Navarro        |         | I        | Lenín Pérez Rivera         |         |
| Ana María Boone Godoy            |         | II       | Francisco Borrego Adame    |         |
| María Guadalupe Oyervides Valdez |         | III      | Melba Farías Zambrano      |         |
| Armando Luna Canales             |         | IV       | Martha Garay Cadena        |         |
| Flor Estela Rentería Medina      |         | V        | Luis Fernando Salazar      |         |
| José Refugio Sandoval Rodríguez  |         | VI       | José Ángel Pérez Hernández |         |
| Jericó Abramo Masso              |         | VII      | Fernando de las Fuentes    |         |

### Distrito I
|  | 40.42 % |

|  | 32.08 % |

|  | 25.15 % |

|  | 00.02 % |

|  | 02.31 % |

|  | 100.00 % |

- PAN recupera el distrito tras 9 años de dominio Priista, aunque lo hace con un candidato externo al partido.
- Fernando Purón Johnston fue asesinado la noche del 8 de junio al salir de un debate entre los candidatos, realizado en las instalaciones de la Universidad Autónoma de Coahuila en Piedras Negras.[17][18][19]

### Distrito II
|  | 24.73 % |

|  | 35.07 % |

|  | 37.45 % |

|  | 0.01 % |

|  | 02.72 % |

|  | 100.00 % |

- Por primera vez, un partido diferente al PRI y PAN gana el distrito.

- PRI pierde el distrito tras 36 años consecutivos de dominio.

### Distrito III
|  | 30.56 % |

|  | 30.37 % |

|  | 36.19 % |

|  | 00.03 % |

|  | 02.83 % |

|  | 100.00 % |

- Por primera vez, un partido diferente al PRI y PAN gana el distrito.

### Distrito IV
|  | 30.37 % |

|  | 36.06 % |

|  | 30.89 % |

|  | 00.05 % |

|  | 02.60 % |

|  | 100.00 % |

- Por primera vez, un partido diferente al PRI y PAN gana el distrito, aunque la candidata no pertenece al partido postulante, sino al PRI.

### Distrito V
|  | 36.76 % |

|  | 29.07 % |

|  | 32.42 % |

|  | 0.03 % |

|  | 1.70 % |

|  | 100.00 % |

- PAN recupera el distrito tras 9 años de dominio Priista

### Distrito VI
|  | 21.42 % |

|  | 34.40 % |

|  | 42.50 % |

|  | 0.01 % |

|  | 01.63 % |

|  | 100.00 % |

- Por primera vez, un partido diferente y no coaligado al PRI y PAN gana el distrito.
- El candidato ganador fue el más votado en todo el estado..

### Distrito VII
|  | 22.01 % |

|  | 38.95 % |

|  | 36.00 % |

|  | 0.04 % |

|  | 2.98 % |

|  | 100.00 % |

- PRI logra retener el distrito.

## Representación Proporcional

### Cámara de Diputados
Coahuila pertenece a la Segunda Circunscripción, votará junto con los estados de Aguascalientes, Guanajuato, Nuevo León, Querétaro, San Luis Potosí, Tamaulipas y Zacatecas a los 40 diputados por Representación Proporcional que representarán a dichos estados en el Congreso General de los Estados Unidos Mexicanos.
| No. Lista                                                  |                             |                                |                                       |                                                           |                                         |                              |                                                          |                                  |                                                                             |
| 1                                                          | Raúl Gracia Guzmán          | Ivonne Álvarez Garcia          | Frida Esparza Márquez                 | Pedro Vázquez González                                    | Carlos Alberto Puente Salas             | María del Pilar Mac Donald   | Yolanda Martínez Mendoza Suple a Julissa Ardito Martínez | Óscar Novella Macías             | Nicólas Castañeda Tejeda                                                    |
| 2                                                          | Marcela Torres Peimbert     | Pedro Pablo Treviño Villarreal | Antonio Ortega Martínez               | Zandra Bañuelos de la Torre                               | Beatriz Manrique Guevara                | Agustín Basave Alanís        | Juan Armendaríz Rángel                                   | Adriana Águilar Vázquez          | Olga Patricia Sosa Ruíz                                                     |
| 3                                                          | José Isabel Trejo Reyes     | Mariana Mier y Terán           | Janet Estefania Ayala                 | Alfredo Femát Bañuelos                                    | Francisco Elizondo Garrido              | Mónica Dávila Gómez          | María Esmeralda Martínez                                 | Miguel Ángel Chico Herrera       | Ernesto Vargas Contreras                                                    |
| 4                                                          | Jacquelinna Martínez Juárez | Rubén Moreira Valdez           | Ricardo Gallardo Cardona              | Blanca Ramírez Hernández                                  | Martha Patricia Aguílar Ramírez         | Guadalupe Gómez de Lara      | Juan Carlos Reyes Patiño                                 | Lidia Nallely Vargas Hernández   | Mabel Guadalupe Haro Peralta Suple a Ligia Águilar Espinosa de los Monteros |
| 5                                                          | Marcos Aguilar Vega         | Frinne Azuara Yarzabal         | Rebeca Hidalgo Montañez               | Juan Martínez Alemán                                      | Jesús González Macías                   | Alicía Sofía Ganem Rivas     | Patricia Ramírez Castañeda                               | Juan Israel Ramos Ruiz           | José Zumaya de la Mora                                                      |
| 6                                                          | Sylvia Garfias Cedillo      | Carlos Pavón Campos            | Juan Pablo Gámez Cabrera              | Rubit Villarreal Puentes Suple a Josefina Mendoza Saldaña | Gisela Palomares Colmenero              | Pablo Gíl Delgado Ventura    | Elías Rubalcava de la Rosa                               | Miroslava Sánchez Galván         | Lourdes Hernández Muños                                                     |
| 7                                                          | Victor Pérez Díaz           | María Muñoz Castillo           | Monserrat Rodríguez Rojano            | Alejandro Loyola Guerra                                   | Arturo Lavenant Buendía                 | Aracely Sauceda Pérez        | Rocio Sariñana Hernández                                 | Diego del Bosque Villarreal      | Jesús Vázquez Padilla                                                       |
| 8                                                          | Nohemí Alemán Hernández     | Lenín Campos Cordova           | Rafael Luna Jímenez                   | Karen Vázquez Ramírez                                     | María del Consuelo Calvillo Soto        | Ricardo Rodríguez Rodríguez  | Mario Arredondo Esquível                                 | Martina Cázares Yáñez            | Maria Cervantes Márquez                                                     |
| 9                                                          | Xavier Azuara Zúñiga        | Norma Guel Saldívar            | Laura Esther de la Garza de la Fuente | Óscar Mauricio Carrera                                    | Mauricio Gámez Ibarra                   | Nayeli de la Torre Mercado   | Sanjuanita Mireles Niño                                  | Cuauhtli Fernando Badillo Moreno | Alejandro García Sánchez                                                    |
| 10                                                         | Silvia Garza Galván         | Augusto Gómez Villanueva       | Luis Enríque Gómez Álvarez            | Edith Martínez Cruz                                       | María de los Ángeles Gallegos Rodríguez | José Alberto Quevedo Álvarez | Miguel Navejas Martínez                                  | María Luisa Veloz Silva          | Mayra Guadalupe Caballero Green                                             |
| Fuente: Archivado el 5 de mayo de 2018 en Wayback Machine. |                             |                                |                                       |                                                           |                                         |                              |                                                          |                                  |                                                                             |

### Senado de la República
Coahuila, elegirá junto con el resto de las entidades federativas a los 32 senadores por Representación Proporcional mediante una lista nacional con la que accederán al Congreso General de los Estados Unidos Mexicanos.
| No. Lista |                           |                           |                              |                                                                        |                                     |                              |                           |                                |                          |
| 1         | Josefina Vázquez Mota     | Claudia Ruiz Massieu      | Xóchitl Gálvez Ruiz          | Geovanna del Carmen Bañuelos de la Torre Suple a Olivia Martínez Gómez | Alejandra Lagunes Soto              | Dora Patricia Mercado Castro | Silvia Luna Rodríguez     | Blanca Estela Piña Gudiño      | Adriana Sarur Torre      |
| 2         | Miguel Ángel Mancera      | Carlos Aceves del Olmo    | Juan Manuel Zepeda Hernández | Alberto Anaya Gutiérrez                                                | Manuel Velasco Coello               | Dante Delgado Rannauro       | Noé Rodríguez García      | Aníbal Ostoa Ortega            | Abdíes Pineda Morín      |
| 3         | Indira Rosales San Román  | Vanessa Rubio Márquez     | Adriana Nohemí Ortíz Ortega  | Verónica Pérez Pérez                                                   | Geraldine Gónzalez Cervantes        | Maria Elena Orantes López    | Katya Izquierdo Herrera   | Olga Sánchez Cordero           | Blanca Diaz Delgado      |
| 4         | Damián Zepeda Vidales     | Miguel Ángel Osorio Chong | Jesús Zambrano Grijalva      | Elidio Peña Delgado                                                    | Edgar Cerna Hernández               | Alejandro Chanona Burguete   | Miguel Ramírez Sánchez    | Ricardo Monreal Ávila          | José Ferreiro Velazco    |
| 5         | Kenia López Rabadán       | Beatriz Paredes Rangel    | Maria Guarneros Bañuelos     | Sonia Catalina Álvarez                                                 | Karla Martínez de Aguilar Velásquez | Vania Roxana Ávila García    | Adriana López Marañon     | Ifigenia Martínez              | Aida Arregui Guerrero    |
| 6         | Rafael Moreno Valle Rosas | Eruviel Ávila Villegas    | Juan Pablo Gámez Cabrera     | Héctor Roblero Gordillo                                                | Delfino Martínez García             | Jesús Velasco Oliva          | Ezequiel Campos Velarde   | Napoleón Gómez Urrutia         | Nahum Navas Ruiz         |
| 7         | Cecilia Romero Castillo   | Lorena Cruz Sánchez       | Rubí Andrea Uvalle Gálaz     | Silvia Martínez Alfaro                                                 | Maria Campos de la Fuente           | Magaly Fregoso Ortíz         | Norma Flores Pablo        | Freyda Marybel Villegas Canché | Alma Ollervides González |
| 8         | Marko Cortés Mendoza      | Jorge Estefan Chidiac     | Erik Alan de la Rosa García  | Miguel Ángel Castillo Castillo                                         | Pedro Rodríguez López               | José Melo Vázquez            | Enrique Cerro Lozano      | Germán Martínez Cázares        | Marcos Santana Morales   |
| 9         | Adriana Aguilar Ramírez   | Julia Echeverría Martínez | Margarita Ruíz Béltran       | María Eugenia Guerra Garza                                             | Ivana Velázquez Cruz                | Maria Elena Abaroa López     | Hilda Santana Turrubiates | Nestora Salgado                | Yolanda Sánchez Gúzman   |
| 10        | Luis Felipe Bravo Mena    | Pablo Gamboa Miner        | Benjamín Toyama Montes       | Daniel Adolfo Ruíz Felix                                               | José González Martínez              | Mario Alberto Zubieta López  | Diego Cooper Barrera      | José Antonio Álvarez Lima      | Mario Morales Reynoso    |
| Fuente:   |                           |                           |                              |                                                                        |                                     |                              |                           |                                |                          |